# Hexaphénylbenzène
L'hexaphénylbenzène est un composé aromatique de formule chimique C6(C6H5)6. Sa molécule dérive formellement d'un cycle benzénique dont les six atomes d'hydrogène sont substitués chacun par un groupe phényle. Il se présente sous la forme d'une poudre blanche formée de cristaux incolores. Il représente une classe d'hydrocarbures dite d'hexaarylbenzènes, dont l'intérêt est essentiellement théorique. Dans la conformation stable de cette molécule à l'état condensé, le cycle des substituants phényliques est incliné d'environ 65° sur le plan du noyau benzénique pour donner une configuration en hélice ; en phase gazeuse, les cycles des substituants phényliques sont en revanche orthogonaux au plan du noyau benzénique avec de légères oscillations.
- Structure tridimensionnelle état solide[5]

Structure tridimensionnelle état solide
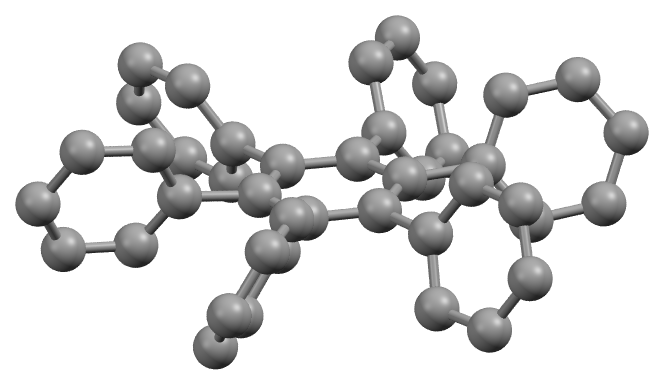
Vue latérale.
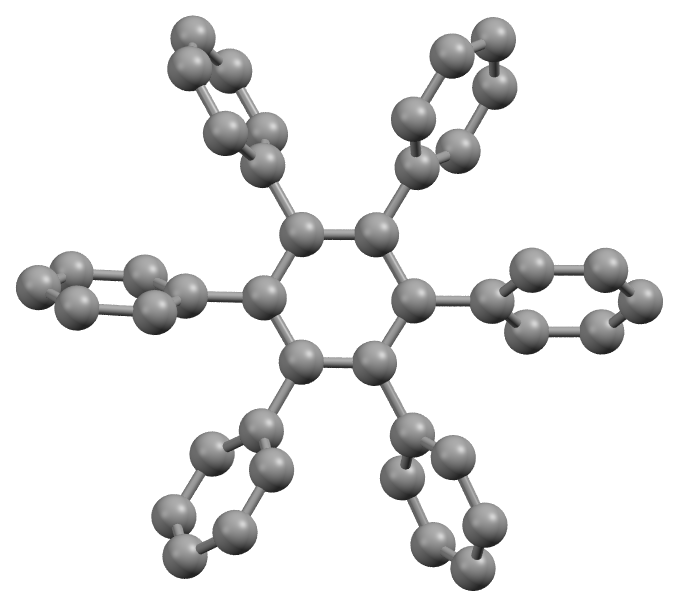
Vue de dessus.

On obtient l'hexaphénylbenzène en chauffant de la tétraphénylcyclopentadiénone et du diphénylacétylène dans de la benzophénone ou d'autres solvants à haute température, ce qui fait intervenir une réaction de Diels-Alder pour donner de l'hexaphényldiénone, laquelle donne l'hexaphénylbenzène par élimination d'une molécule de monoxyde de carbone :

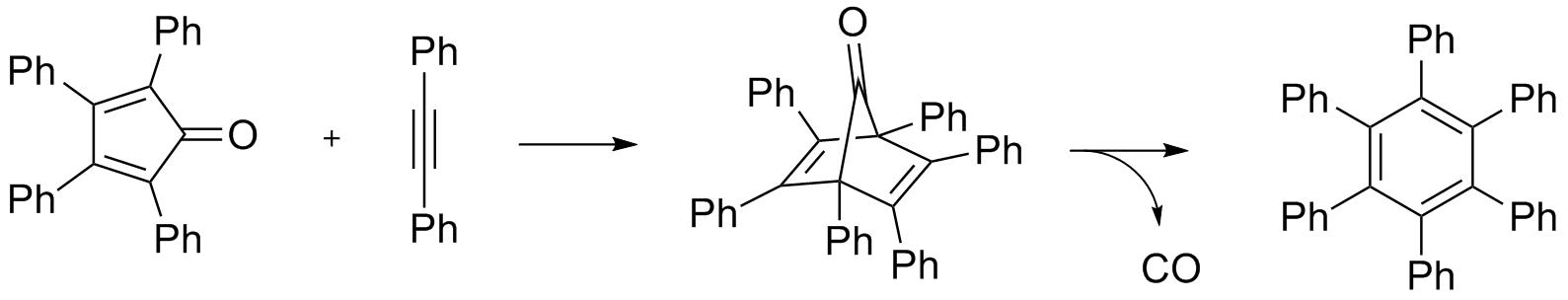
Préparation de l'hexaphénylbenzène.

De même que le 1,2,3,4-tétraphénylnaphtalène, il se forme également par oligomérisation du diphénylacétylène catalysée par le chrome.